# 春秋大义
春秋大義是儒家的基本精神，旨在明辨是非、邪正、善惡、褒貶。春秋，指東周諸侯列國之春秋，為先秦時代各國的編年體史書，但各國春秋只載其事而無其義。後孔子以修訂魯國《春秋》為範本，就歷史之事件，言春秋之微言大義，成為儒家六經之一。成書原因據《孟子・滕文公下》說明因孔子周遊列國，見“臣弑其君者有之，子弑其父者有之”，恐懼世道衰微而作。司馬遷《史記·太史公自序》中評論道：「夫春秋，上明三王之道，下辨人事之紀，別嫌疑，明是非，定猶豫，善善惡惡，賢賢賤不肖，存亡國，繼絕世，補敝起廢，王道之大者也。」

## 內涵要旨
張其昀在《孔學今義》中，析春秋為「筆法」和「要旨」兩個方面。
春秋筆法
- 正名實
- 辨是非
- 寓襃貶

春秋要旨
- 尊王：尊天子，护中央權威，反對區域獨立稱霸，擁護天下一統。
- 攘夷：明辨華夷之防，發揚文化之大義。曰：「夷狄用諸夏禮則諸夏之」。如楚國自稱蠻夷，其後文明日進，中原諸侯與之會盟，則不復以蠻夷視之；而鄭國本為諸夏，如行為不合義禮，亦視為夷狄。若夷狄嚮慕中國，能行禮義，則襃揚而進之。凡與夷狄結盟，跟夷狄狼狽為奸，或用夷狄風俗的諸侯，則為春秋筆法所貶黜。華夷之辨，不以种族為标准，而以文化禮義作量度。

## 相關著作

### 春秋三傳
春秋三傳就是註釋《春秋》的書，有左氏、公羊、穀梁三家，稱為“春秋三傳”。

### 春秋繁露
乃漢董仲舒所撰，計十七卷。春秋為解說諸事之意，繁露意指聯貫之象。其力主「三綱五常」之道德觀。

### 春秋決獄
董仲舒等人以《春秋》等儒家經典為指導，組織編輯了《春秋決事比》（又稱《春秋決獄》）。此書收錄232個以《春秋》決案的典型案例，以作為判案的參考依據。

### 中國人的精神
《中國人的精神》（The Spirit of the Chinese People），又名《春秋大義》，是國學大師辜鴻銘的一部英文作品。

### 引用
1. ↑  .   [2011-11-30]. （原始内容存档于2013-07-29）.